# Prinz-Willem-Alexander-Brücke

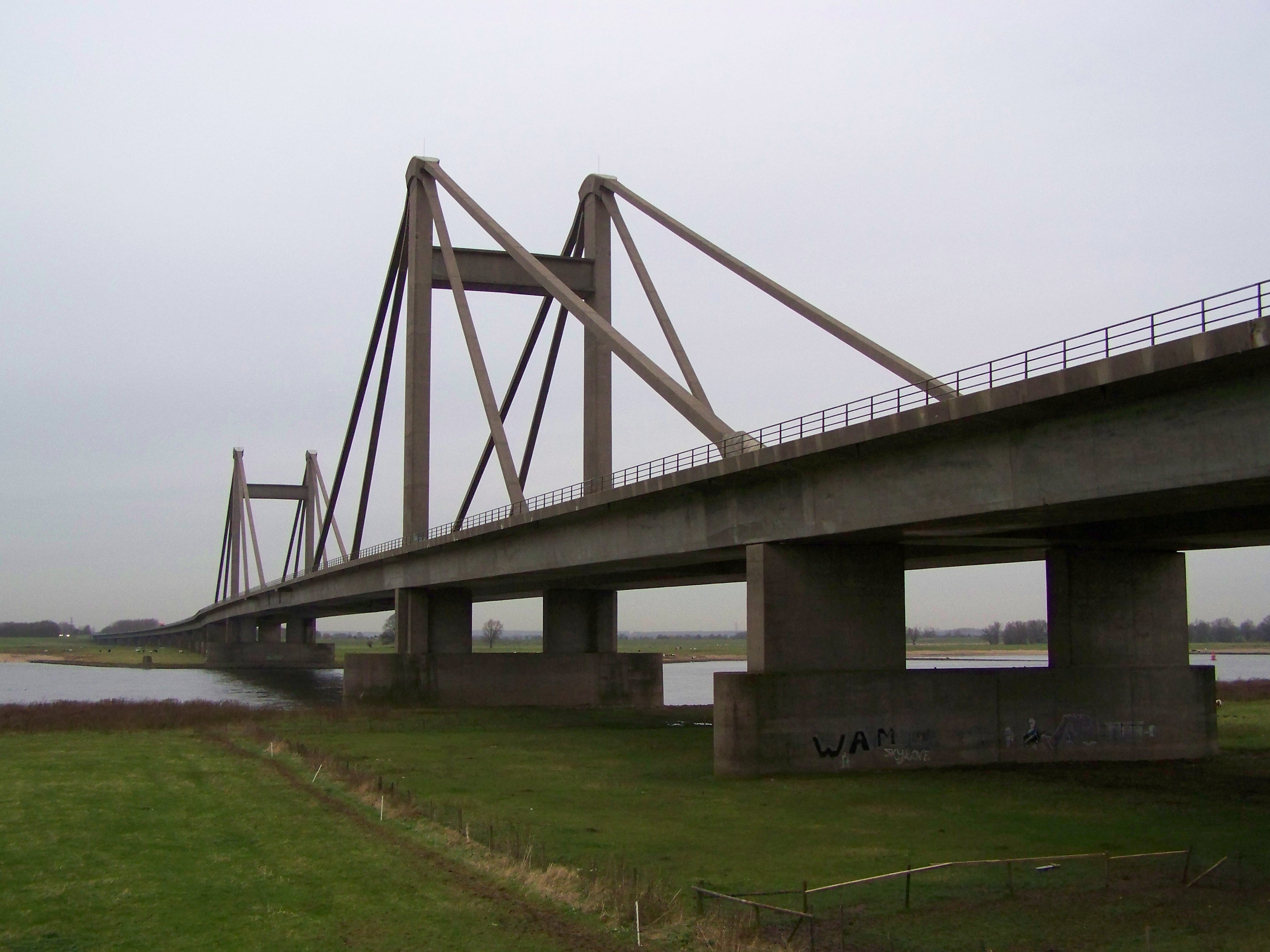
Blick aus Südwesten

Die Prinz-Willem-Alexander-Brücke (niederländisch Prins Willem-Alexanderbrug) überspannt zwischen den niederländischen Gemeinden West Maas en Waal und Neder-Betuwe die Waal, den südlichen Arm des Rheins im Rhein-Maas-Delta. Auf der 1972 bis 1974 errichteten  Schrägseilbrücke mit viereckigen Spannbetonstreben verläuft der Provinciale Weg N323, der einige Dörfer zwischen der Waal und der Maas mit dem nördlich gelegenen Rijksweg A15 verbindet. Das Bauwerk befindet sich bei Rhein-Kilometer 910,80 und Kilometer 52,91 der niederländischen Wasserstraße 101 (Rhein–Waal–Boven-Merwede–Beneden-Merwede–Noord).
Das Bauwerk mit einer Gesamtlänge von 1419 Metern besteht aus einer insgesamt 807 Meter langen Vorlandbrücke. Die Schrägseilkonstruktion erstreckt sich über eine Länge von 612 Meter. Die Stützweiten der Hauptüberspannung betragen 77,5 m + 95 m + 267 m + 95 m + 77,5 m. Die beiden Pylone haben eine Höhe von jeweils 57 Metern.
Das Bauwerk ist nach dem damaligen niederländischen Kronprinzen Willem-Alexander (seit 2013 König der Niederlande) benannt, im Volksmund wird die Brücke auch spöttisch Brug van niks naar nergens (deutsch Brücke von Nichts nach Nirgendwo) genannt. Die zwei Richtungsfahrbahnen der Brücke führten im Süden auf eine gewöhnliche Landstraße, da die geplante Weiterführung der Strecke zur A50 bei Oss nie verwirklicht wurde. Bis 1996 war für die Überquerung eine Maut fällig, was aufgrund der geringen Nutzung aber nur einen Bruchteil der Baukosten kompensierte. Im Februar 2008 wurde in einem Hohlraum der Trägerbalken eine Hanfplantage entdeckt.
Bis ca. 2012 wurde ein Neubau der Straße N322 nach Osten in Richtung Nijmegen und Oss errichtet, sodass auch das südliche Ende der Brücke mittlerweile besser an das Straßennetz angebunden ist.